# Kiritani Matsuri
Kiritani Matsuri (桐谷 まつり (Đồng-Cốc Mạt-Lị) 15 tháng 8 năm 1996 –) là một nữ diễn viên khiêu dâm người Nhật Bản. Cô sinh ra tại Akita. Cô thuộc về công ti C-more ENTERTAINMENT.

## Sự nghiệp
Tháng 12/2016, cô ra mắt ngành phim khiêu dâm với phim "Phim kỉ niệm 20 năm SODstar Magic Mirror Kiritani Matsuri ra mắt ngành" (SODstar マジックミラー号誕生20周年記念作品 桐谷まつり AV Debut). Khi cô đến Tokyo và được gọi tên trên Magic Mirror, cô chỉ dùng tay che ngực, thế nhưng nhân viên cho rằng cô sẽ thành công lớn, và hợp tác với tạp chí Playboy hàng tuần của Shūeisha để hẹn gặp cô tại Akita. Ảnh áo tắm của cô đã ra mắt lần đầu trên tạp chí Playboy hàng tuần.
Tháng 2/2018, cô được đề cử cho giải Nữ diễn viên xuất sắc nhất  Giải thưởng phim người lớn DMM.R18 2018.
Từ 19/6/2019, cô được chọn làm thực tập sinh của Ebisu Muscats 1.5, nhưng cô không được nâng cấp thành thành viên của nhóm.
10/8/2018, cô cùng Hashimoto Arina và Kimiiro Kanon thông báo thành lập nhóm thần tượng "un panopticon girl".。Đĩa CD dưới nhãn MILKY POP GENERATION bắt đầu được họ phát hành vào ngày 3/10 cùng năm. Kanon đã rời nhóm vào tháng 11. Bài hát đầu tiên của nhóm xếp thứ 20 trong bảng xếp hạng Oricon Indies.
Tháng 1/2019 cô tốt nghiệp SOD với một phim. Cô sẽ trở thành diễn viên đôc quyền của OPPAI (đến tháng 7/2020) kể từ tháng 2, và Wanz Factory (đến tháng 8/2020) kể từ tháng 3. 13/8/2020, cô đã trở thành nữ diễn viên độc quyền của Tameike Gorō với phim "Buổi hẹn quan hệ tình dục tuyệt vời mà không có sự tiêu cực với một nhân viên nữ của một nhà thổ xà phòng" (ソープ嬢の愛人とNGなしでハメまくる非日常フルオプション中出し不倫). Tháng 12/2020, cô xếp thứ 31 trong bảng "FLASH 2020 BEST100 diễn viên đang hoạt động gợi cảm nhất" được bầu chọn bởi độc giả.
Tháng 8/2021, cô xếp thứ 54 trong "Bảng xếp hạng FLASH 2021 diễn viên nữ gợi cảm chọn bởi 300 độc giả".
20/2/2023, cô đã đăng trên Twitter rằng "Tôi, Kiritani Matsuri, cảm thấy rằng những sản phẩm đã xuất bản hiện tại rất quan trọng. Tôi xin lỗi rằng tôi không thể ra tiếp các sản phẩm và tham gia các sự kiện để đi đến cuối con đường."

## Đời tư
Khi cô học trung học, cô đã chơi bóng rổ như một phần của các hoạt động câu lạc bộ, và từng một lần than gia Giải thể thao trung học toàn quốc với tư cách là đội trưởng.
Sở thích của cô là xem hài kịch và uống đồ uống có cồn.
Lần đầu cô quan hệ tình dục là vào năm hai trung học. Lí do cô trở thành nữ diễn viên khiêu dâm là để giảm cân.